# Calanthe puberula
Calanthe puberula är en orkidéart som beskrevs av John Lindley. Calanthe puberula ingår i släktet Calanthe och familjen orkidéer. Inga underarter finns listade i Catalogue of Life.